# Church of St Mary the Virgin (Hambleden)

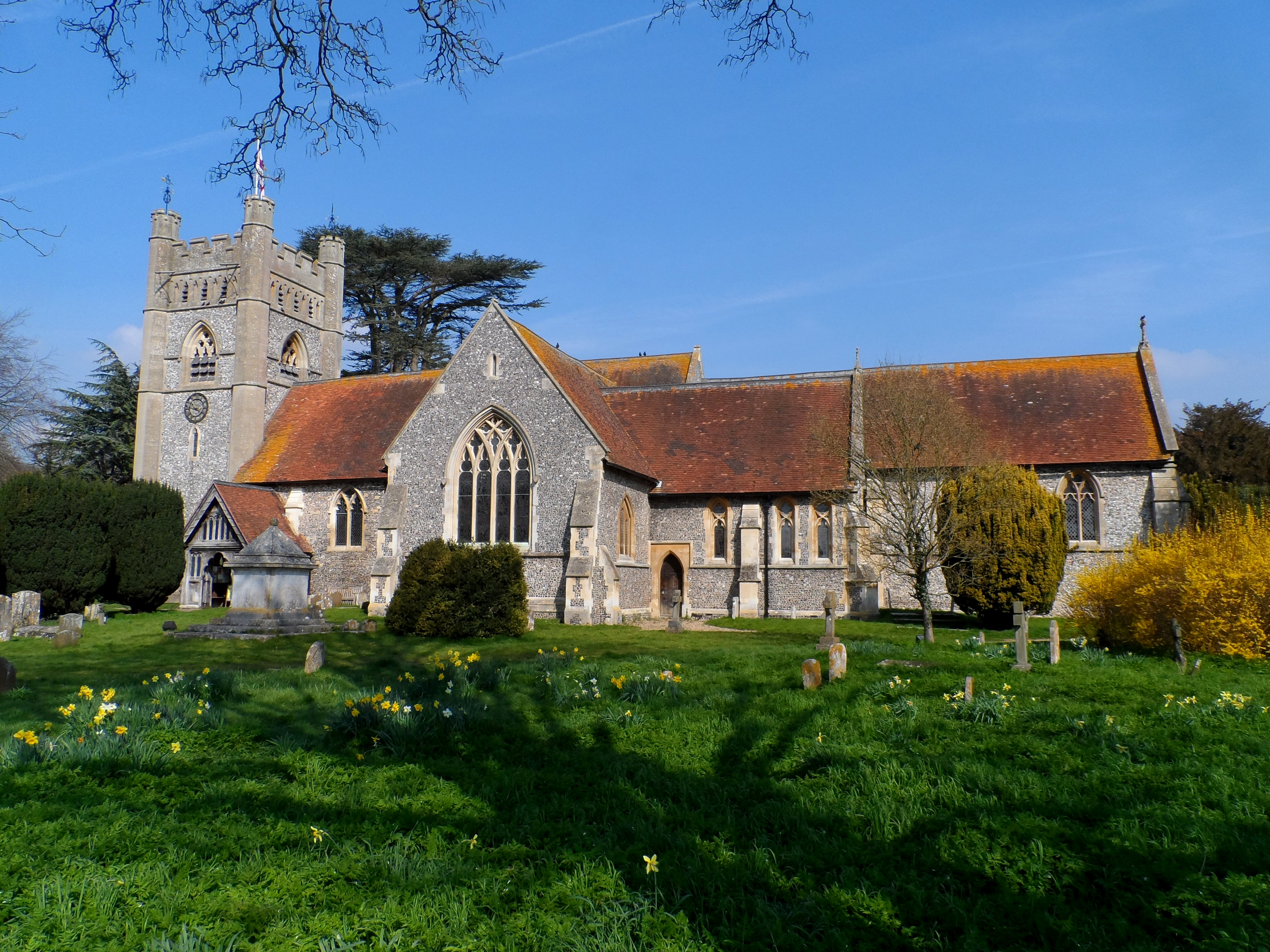
Die Kirche St Mary the Virgin

Die Church of St Mary the Virgin ist ein Kirchengebäude der Kirche von England in Hambleden, einer kleinen Ortschaft westlich von Marlow in der Grafschaft Buckinghamshire. Das Bauwerk ist eingestuft als Listed Building des Grade II*.

## Geschichte und Beschreibung
Die Kirche geht im Kern auf ein auf kreuzförmigem Grundriss errichtetes Bauwerk aus dem 12. Jahrhundert zurück, das im 13. und 14. Jahrhundert tiefgreifende Veränderungen erfuhr. Nach dem Einsturz des ursprünglich vorhandenen Vierungsturms im Jahr 1703 wurde dieser nicht ersetzt, sondern stattdessen der Westturm 1721 erneuert und schließlich 1882 erhöht und neugotisch verändert. Nach Datierungen auf Wasserspeiern wurden die Seitenschiffe des Chorraums sowie die nördliche angefügte Sakristei 1859 errichtet. In das nördliche Chorseitenschiff wurden dabei Teile des östlichen Seitenschiffs des Nordquerhauses einbezogen. Im späten 19. Jahrhundert fanden umfangreiche Restaurierungsarbeiten statt, bei denen die südliche Vorhalle errichtet wurde.
Das Gotteshaus mit seinem erhaltenen historischen Dorfumfeld war regelmäßig als Drehort in zahlreichen Film- und Fernsehproduktionen zu sehen, wie z. B. Chitty Chitty Bang Bang, Agatha Christie’s Poirot oder Good Omens.